# Salka Viertel
Salka Viertel (f. Steuermann), född 1889, död 1978, var skådespelerska och manusförfattare. Viertel skrev bland annat manuset till filmen Drottning Kristina i vilken Greta Garbo spelade huvudrollen. Hon var verksam som skådespelerska i Centraleuropa fram till 1928 då hon och hennes man, regissören Berthold Viertel, flyttade till Hollywood. 

## Biografi
Salka Viertel, eller Salomea Sara Steuermann, växte upp i staden Sambor i kejsarriket Österrike-Ungern (idag Sambir i Ukraina) där hennes far var borgmästare. Hon debuterade under namnet Salome Steuermann på Pressburg (Bratislava) Stadsteater omkring 1910. Därefter arbetade hon på några kurortsteatrar, under Max Reinhardt i Berlin och vid Neue Wiener Bühne. I Wien mötte hon regissören Berthold Viertel som hon gifte sig med 1918. Efter 1920 arbetade hon bland annat vid Stora teatern i Hamburg och i Düsseldorf. Hennes man drev kollektivteatern "Die Truppe" i Berlin och arbetade för filmstudion UFA.
1928 flyttade Salka och Berhold Viertel till Hollywood. Där fick Berhold, genom F.W. Murnaus förmedling, ett kontrakt med Fox Film Corporation. Ursprungligen hade paret Viertel endast tänkt stanna några år i USA men på grund av den politiska utvecklingen i Tyskland med nazisternas framfart beslöt de att stanna.

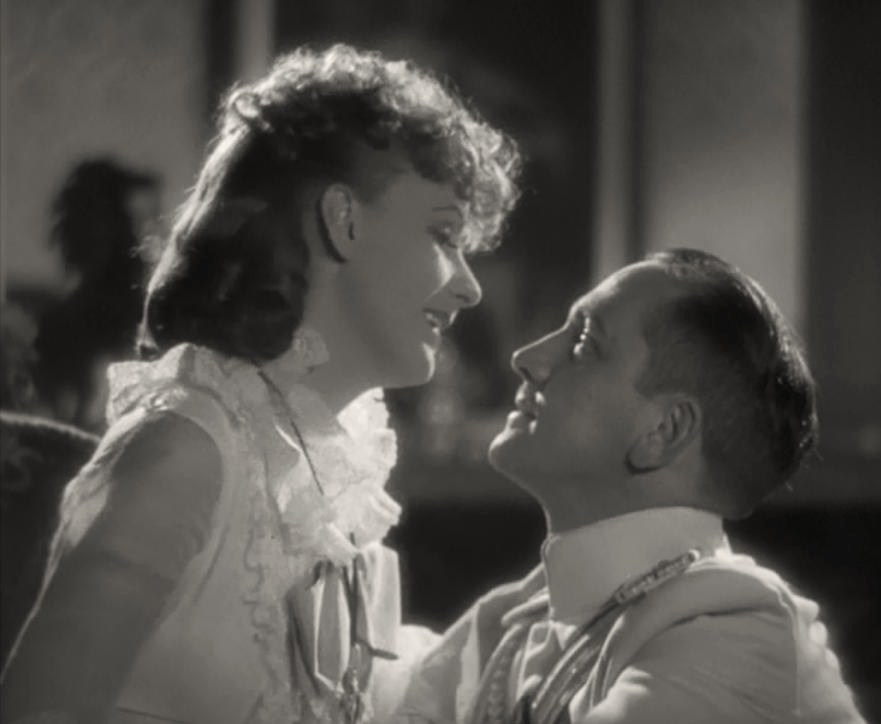
Greta Garbo och Fredrich March i filmen Anna Karenina 1935. Salka Viertel skrev manuset till denna film och till ytterligare tre av Garbos filmer.

Salka Viertel lyckades inte göra karriär som hollywoodskådespelare; hon medverkade endast i ett par filmer. En av dessa var den tyska versionen av Anna Christie där hennes vän Greta Garbo spelade huvudrollen. Salka Viertel lyckades bättre som manusförfattare; hon är upphovskvinnan bakom Garbofilmen Drottning Kristina och är en av huvudförfattarna till Anna Karenina, Marie Walewska och Tvillingarna i vilka Garbo gjorde huvudrollen. Hon skrev även ett filmmanus tillsammans med Bertolt Brecht, men deras manus ratades av Hollywoods filmstudior.
I Hollywood tillhörde paret Viertel gruppen av europeiska och judiska intellektuella som levde i Kalifornien under denna tid. De hade vad som kan liknas vid en ”salong” som under åren besöktes av Sergej Eisenstein, Charlie Chaplin, Alfred Döblin, Bertolt Brecht, Thomas och Heinrich Mann och många andra. Salka Viertel hjälpte många av de européer som levde i exil i USA under kriget med bostad och arbete; Christopher Isherwood fick bo i hennes garage och Arnold Schönberg fick genom hennes försorg erbjudandet att skriva filmmusik.
Under 1930-talet och andra världskriget engagerade sig Salka och Berthold Viertel i kampen mot nazismen. Efter kriget, när kommunistskräcken började gro i USA och senatorn Joseph McCarthy inledde sin jakt på kommunistsympatisörer, blev paret Viertel svartlistade och kunde inte fortsätta arbeta.
Salka och Berthold Viertel skilde sig 1947, de hade tre söner tillsammans. 1953 lämnade Salka USA och flyttade till Klosters i Schweiz. 1969 gav hon ut sin självbiografi "Das unbelehrbare Herz". (Utgiven samma år på engelska med titeln "The Kindness of Strangers")  Salka Viertel avled 1978, 89 år gammal.